# Diocèse de Timmins
Le diocèse de Timmins, dans la province canadienne de l'Ontario, a été érigé canoniquement le 31 décembre 1915 par le pape Benoît XV. Depuis 2012, son évêque est Serge Patrick Poitras (it), qui siège à la cathédrale Saint-Antoine-de-Padoue de Timmins. Ce diocèse est suffragant de l'archidiocèse d'Ottawa.
Avant 1915, le territoire diocésain s'appelle le vicariat apostolique de Temiskaming. De 1915 à 1938, il porte le nom de diocèse de Haileybury (aujourd'hui Temiskaming Shores). Le diocèse doit céder du territoire en 1919 pour créer la préfecture apostolique de l'Ontario-Nord, en 1938 pour créer le diocèse d'Amos et en 1973 pour créer le diocèse de Rouyn-Noranda.
La superficie du territoire diocésain est de 26 200 km2. En 2021, il y a 61 206 catholiques dans ce diocèse, soit 60,4% de la population totale. Dix-neuf prêtres portent leur ministère dans vingt-quatre paroisses.
Il y a treize religieux et religieuses dans ce diocèse. Le diaconat permanent est apparu à Timmins vers 1990, et au moins six diacres ont été formés. Il y a quatre zones pastorales dans cet évêché : Timmins, Iroquois Falls, Temiskaming, zone bilingue et anglophone.

Emplacement du diocèse.
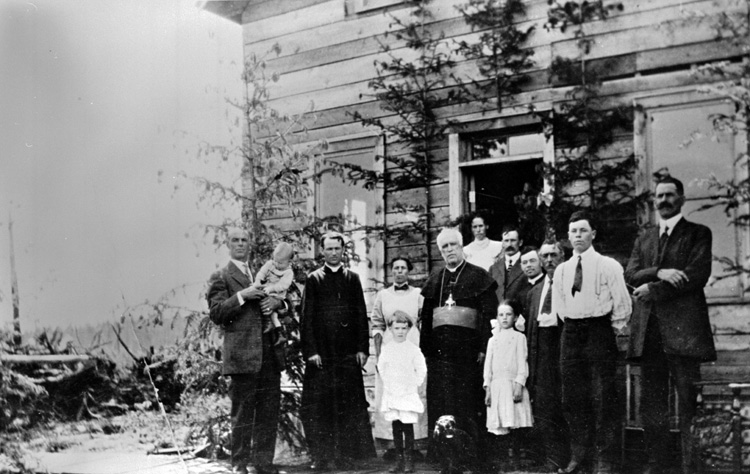
Mgr Élie Anicet Latulipe en 1915.

## Évêques
- Élie Anicet Latulipe (1908 - 1922)
- Louis Rhéaume  (1923 - 1955)
- Maxime Tessier  (1955 - 1971)
- Jacques Landriault (de) (1971 - 1990)
- Gilles Cazabon  (1992 - 1997)
- Paul Marchand (1999 - 2011)
- Serge Patrick Poitras (it) (2012 - en cours)

## Ordres religieux dans l'histoire du diocèse
- Missionnaires de la Compagnie de Marie
- Oblats de Marie-Immaculée

### Articles liés
- Liste des juridictions catholiques au Canada
- Église catholique au Canada
- Conférence des évêques catholiques du Canada